# Districte de Ri Bhoi
El districte de Ri Bhoi és una divisió administrativa de Meghalaya formada el 4 de juny de 1992 per segregació d'una subdivisió del districte d'East Khasi Hills. Limita al nord amb el districte de Kamrup (Assam), a l'est amb el districte de Karbi Anglong (Assam), al sud amb el districte d'East Khasi Hills, i a l'oest amb el districte de West Khasi Hills. La capital és Nongpoh a 55 km de Shillong (capital de l'estat) i a 50 km de Guwahati a Assam.
La superfície és de 2.448 km² i la població de 192.795 habitants (cens del 2001). Està format per tot o parts dels antics estats khasis de Mylliem, Khyrim, Nongs-pung, Nongkhlaw, Nongpoh, Myrdon i Nongwah. Aquesta darrera entitat reclama el seu restabliment com a jurisidicció administrativa i territorial.
El districte està governat per un subcomissionat que governa també la subdivisió de Nongpoh; l'altra subdivisió, Jirang (Ji-rang), és dirigida per un oficial administratiu. El districte està dividit a més a més en tres blocs de desenvolupament (blocks): 
- Umnsning
- Umling
- Jirang